# Synopsis Muscorum Europaeorum
Synopsis Muscorum Europaeorum (abreviado Syn. Musc. Eur.) es un libro con ilustraciones y descripciones botánicas que fue escrito por el botánico, micólogo, paleontólogo francés Guillaume Philippe Schimper y publicado en Stuttgart en el año 1860, con una segunda edición en el año 1876.